# Girard (contea di Erie, Pennsylvania)
Girard è un comune (borough) degli Stati Uniti d'America, situato nello stato della Pennsylvania, nella contea di Erie.